# Castell de Crathes
El castell de Crathes és del segle xvi prop de Banchory a la regió escocesa d'Aberdeenshire. Va ser construït pels Burnetts de Leys, i va romandre en aquesta família durant almenys 400 anys. El castell i els terrenys, actualment estan en possessió i administrats pel National Trust for Scotland, i estan oberts al públic.

## Història
Crathes es troba en unes terres que van ser donades com a regal a la família Burnett de Leys pel Rei Robert I d'Escòcia l'any 1323.
Als segles xiv i xv els Burnett de Leys van construir una fortalesa de fusta en una illa que van fer al mig d'un pantà proper. Aquesta forma de construcció, coneguda com a crannóg, era comuna a la Baixa Edat Mitjana. La construcció de l'actual torre del castell, de planta en L, va començar l'any 1553 però es va retardar en nombroses ocasions a causa de problemes polítics durant el regnat de María Stuart.
Va ser completat l'any 1596 per Alexandre Burnett de Leys, i al segle xviii se li va afegir un ala addicional. Alexandre Burnett, qui va completar la construcció de Crathes, va començar un nou projecte, la reconstrucció del segle xvii del proper castell de Muchalls. Aquesta missió va ser completada pel seu fill, sir Thomas Burnett. El castell de Crathes va servir com a residència ancestral dels Burnett de Leys, fins que va ser donat al National Trust for Scotland pel 13º Baró de Leys, sir James Burnett l'any 1951. Un incendi va danyar algunes parts del castell (en particular l'ala de la Reina Anna) l'any 1966. Una altra de les estructures històriques de la regió lligades a la família Burnett de Leys és Monboddo House.

## L'interior[5]
El castell conté una important col·lecció de retrats, i originals sostres pintats jacobins que es troben en algunes de les habitacions del castell: l'Habitació de les Muses, la Sala de la Fama i en la Green Lady’s Room. Es diu que en aquesta última sala està encantada per una dama verda. Alguns turistes diuen que han notat una boirina verda en aquesta sala. L'antiga Banya de Leys d'ivori es troba en el gran saló sobre la xemeneia, va ser lliurat als Burnetts pel Rei juntament amb el castell i els terrenys l'any 1323.

## Els jardins i els terrenys
Els terrenys del castell contenen 241 boscos i camps, incloent un jardí barrat. Dins del jardí hi ha uns meravellosos camins de grava que envolten les plantes sobretot per l'exterior. La majoria de les plantes estan indicades amb descripcions taxonomètriques, donant al visitant una rica experiència educativa. També hi ha una terrassa en un nivell superior al jardí, amb l'herba perfectament tallada. Unes antigues tanques de teix irlandès que daten de 1702, separen els jardins en vuit àrees temàtiques. Avui dia, Crathes i els seus terrenys estan oberts al públic durant tot l'any. Un centre d'informació turística dona informació sobre el castell i els voltants. En el mateix lloc hi ha una tenda de te, una paret d'escalada i un aparcament per als cotxes.

## Calendari mesolític
L'any 2004 es van realitzar excavacions que van deixar al descobert una sèrie de pous d'uns 10 000 anys d'antiguitat (època del mesolític). Aquesta troballa recentment es va analitzar en 2013 i es considera que es tracta del calendari lunar més antic del món; podria haver estat utilitzat entre 8000 a. C. i 4000 a. C. Això significa que seria 5000 anys més antic que els monuments astronòmics prèviament coneguts en la Mesopotàmia.